# 340 Eduarda
340 Eduarda је астероид главног астероидног појаса. Приближан пречник астероида је 30,24 km,
а средња удаљеност астероида од Сунца износи 2,745 астрономских јединица (АЈ).
Инклинација (нагиб) орбите у односу на раван еклиптике је 4,678 степени, а орбитални период износи 1661,344 дана (4,548 године). Ексцентрицитет орбите астероида износи 0,117.
Апсолутна магнитуда астероида износи 9,90 а геометријски албедо 0,211.
Астероид је откривен 25. септембра 1892. године.